# رومان زوزوليا
رومان زوزوليا (بالأوكرانية: Зозуля Роман В'ячеславович)‏ (Roman Vyacheslavovych Zozulya) (مواليد 17 نوفمبر 1989)، هو لاعب كرة قدم كان يلعب كمهاجم. يلعب مع منتخب أوكرانيا لكرة القدم منذ عام 2010.

## وصلات خارجية
- رومان زوزوليا على موقع الاتحاد الدولي (مؤرشف)  (الإنجليزية)
- رومان زوزوليا على موقع الاتحاد الأوربي (الإنجليزية)
- رومان زوزوليا على موقع اتحاد أوكرانيا (الإنجليزية)
- رومان زوزوليا على موقع قاعدة بيانات كرة القدم.إي يو (الإنجليزية)
- رومان زوزوليا على موقع ليكيب (الفرنسية)
- رومان زوزوليا على موقع ناشيونال فوتبول تيمز (الإنجليزية)
- رومان زوزوليا على موقع Soccerbase.com (لاعب) (الإنجليزية)
- رومان زوزوليا على موقع Soccerway.com (الإنجليزية)
- رومان زوزوليا على موقع عالم كرة القدم.نت (الإنجليزية)
- رومان زوزوليا على موقع AS.com (الإسبانية)